# Guatemalai lappantyú
A guatemalai lappantyú (Antrostomus badius) a madarak (Aves) osztályának a lappantyúalakúak (Caprimulgiformes) rendjéhez, ezen belül a lappantyúfélék (Caprimulgidae) családjához tartozó faj.

## Rendszerezése
A fajt Outram Bangs és Charles Horton Peck írták le 1908-ban. Sorolták a Caprimulgus nembe Caprimulgus badius néven is.

## Előfordulása
Mexikó, Belize, Guatemala, Honduras és Nicaragua területén honos. Természetes élőhelyei a szubtrópusi vagy trópusi lombhullató erdők. Állandó, nem vonuló faj.

## Megjelenése
Testhossza 25–25,5 centiméter, testtömege 51–65,5 gramm.

## Életmódja
Rovarokkal táplálkozik.

## Természetvédelmi helyzete
Az elterjedési területe elég nagy, egyedszáma viszont csökken, de még nem éri el a kritikus szintet. A Természetvédelmi Világszövetség Vörös listáján nem fenyegetett fajként szerepel.